# Wuppertal
Wuppertal je grad u Sjevernoj Rajni-Vestfaliji, Njemačka, u dolini Wupper i oko nje, istočno od Düsseldorfa i južno od Ruhra. S približno 350 000 stanovnika najveći je grad u Bergisches Landu. Wuppertal je poznat po strmim padinama, šumama i parkovima i visećoj željeznici Wuppertal Schwebebahn. To je najzeleniji grad u Njemačkoj, s dvije trećine zelenih površina ukupne općinske površine. Iz bilo kojeg dijela grada udaljen je samo deset minuta hoda do jednog od javnih parkova ili šumskih staza.
U 18. i 19. stoljeću dolina Wupper bila je jedna od najvećih industrijskih regija kontinentalne Europe. Sve veća potražnja za ugljenom iz tekstilnih tvornica i kovačnica potaknula je širenje obližnjeg Ruhrgebieta. Wuppertal je i dalje glavno industrijsko središte, u kojem su smještene industrije poput tekstila, metalurgije, kemikalija, farmaceutskih proizvoda, elektronike, automobila, gume, vozila i opreme za tisak.
Aspirin potječe iz Wuppertala, patentirao ga je 1897. Bayer, kao i usisavač Vorwerk-Kobold.
U gradu se nalaze Wuppertalov institut za klimu, okoliš i energiju i Europski institut za međunarodne ekonomske odnose.

## Gradovi prijatelji
|  | - South Tyneside (Engleska), od 1951. - Saint-Étienne (Francuska), od 1960. - Tempelhof-Schöneberg (Njemačka), od 1964. - Beer Ševa (Izrael), od 1977. - Košice (Slovačka), od 1980. - Schwerin (Njemačka), od 1987. - Matagalpa (Nikaragva), od 1987. - Legnica (Poljska), od 1993. - Jekaterinburg (Rusija), od 1993. |

## Vanjske poveznice
- Službena stranica